# All Over the Guy
All Over the Guy är en amerikansk romantisk komedifilm med bögtema från 2001 regisserad av Julie Davis, med bland andra Dan Bucatinsky, Richard Ruccolo och Christina Ricci.

## Handling
All Over the Guy handlar om Eli (Dan Bucatinsky) och Tom (Richard Ruccolo). Filmen berättas främst genom återblickar, där Eli berättar sin berättelse för Esther (Doris Roberts), som arbetar på en HIVklinik medan han väntar på sitt testresultat och Tom berättar för en person han träffat på ett AA-möte. Tom är uppväxt med två alkoholiserade föräldrar och Elis föräldrar är båda psykologer som försökte uppfostra honom att vara öppen känslomässigt men resulterade i att han blev neurotisk.
Tom och Eli träffas på en blind date som deras vänner, Jackie (Sasha Alexander) och Brett (Adam Goldberg) fixat. De träffas, men det blir ingen succé från början, utan det är först efter att de träffats på en loppmarknad som de för upp ögonen för varandra. Toms rädsla för att vara känslomässigt nära en annan människa och Elis osäkerhet gör det dock svårt för dem att bibehålla ett förhållande. De kommer till slut förbi alla småsaker de stört sig på hos varandra och Eli berättar för Tom att han älskar honom. Tom blir då rädd och driver bort Eli.
Återblickarna slutar på dagen då Brett och Jackie ska gifta sig, och då inser Eli och Tom att de måste komma över sina familjers problem och sina egna rädslor.

## Rollista
| Dan Bucatinsky  | – Eli Wyckoff          |
| Richard Ruccolo | – Tom                  |
| Sasha Alexander | – Jackie Samantha Gold |
| Adam Goldberg   | – Brett Miles Sanford  |
| Andrea Martin   | – Dr. Ellen Wyckoff    |
| Joanna Kerns    | – Lydia                |
| Christina Ricci | – Rayna Wyckoff        |
| Lisa Kudrow     | – Marie                |
| Doris Roberts   | – Esther               |